# Злоденсинг старс
Злоденсинг старс е специален епизод на Реактивните момичета. В целия сериал той е 81 епизод. Той е официален край на сериала.
1. Предишен епизод: Реактивните момичета за винаги !!!
2. Следващ епизод: Бягство от чудовищния остров

Реактивните момичета трябва да се справят с гигантски робот. След като го побеждават и спасяват затворниците се оказва, че злодеят в робота е Моджо Джоджо. След като си лягат проф. Отоний им казва, че ще им купи подарък. Купува им „Денсинг старс“. Бълбук обаче се вманиачава и сестрите и я отнемат. Моджо Джоджо създава своя игра „Злоденсинг старс“, която поставя под контрол Реактивните момичета. Проф. Отоний заедно с кмета и г-жц Белан ги предизвикват на танцов двубой. След като момичетата се освобождават от капана и побеждават Моджо Джоджо се разкрива, че неговият зъл план е бил да завладее града със совтбол отбор.
1. Белушка-водач на екипа
2. Бълбук-много мила и добра
3. Бръшлян-буйна и лесно ядосваща се
4. Проф. Отоний-учен, който е създал момичетата
5. кмета-кмет на Таунсвил
6. г-жц Белан-секретарка на кмета
7. Моджо Джоджо-маймуна, най-големият враг на момичетата

Този епизод е излъчен през 2013 в САЩ по случай 15-годишнината от пускането на реактивните момичета в ефир. В България е излъчен на 26 юли 2014 заедно с маратон от 12 епизода от сериала по Cartoon Network.